# Crucea (gmina w okręgu Konstanca)
Crucea – gmina w Rumunii, w okręgu Konstanca. Obejmuje miejscowości Crucea, Băltăgești, Crișan, Gălbiori, Stupina i Șiriu. W 2011 roku liczyła 2945 mieszkańców.